# ハイルプラクティカー
ハイルプラクティカー(独: Heilpraktiker/in、女性の場合はドイツ語の文法により語尾が変化してハイルプラクティカリンと呼ばれる、略称:HP)とは、ドイツ連邦共和国における国家資格を所有した医療従事者の職業名である。ハイルプラクティカー資格は、補完代替医療(Complementary and Alternative Medicine: CAM)分野に限定した医業免許である。

## 概要
ハイルプラクティカー法（Heilpraktikergesetz）に基づく資格である。西洋医学分野における国家試験に合格すると、｢アルツト（大学出の医師）としての認定なくして、医学を職業として取り行う免許（Erlaubnis zur berufsmäßigen Ausübung der Heilkunde ohne ärztliche Bestallung）｣が与えられる。
ドイツ大手出版社Langenscheidtのドイツ語辞書Taschenwörterbuch Deutsch als Fremdspracheでは“Heilpraktiker j-d,der (beruflich) Kranke behandelt und dabei (im Gegensatz zum Arzt) meist nur natürliche Medizin  verwendet”｢ハイルプラクティカーとは、職業として病人を治療し、その際にアルツトとは異なって大抵は自然医学のみを用いる者｣、などと説明されている。アルツトとハイルプラクティカー、ドイツでは、どちらも独立して医業を営むことが許されるが、両者は厳格に区別され、各々に法による規定（義務・禁止事項・権利など）が設けられている。
ちなみに、“Heilpraktiker/in” という職業名は、“Heil（ハイル）”が｢治療｣、"Praktiker（プラクティカー）"は｢開業医｣の意味として造語された。尚、“Praktiker”という言葉は、医療分野以外では一般に｢実践家、行う人｣などの意味で用いられている。

## 国家試験内容
国家資格を取得するためには、ドイツ語での、筆記試験・口頭試験の両方 に合格する必要がある。
試験内容は、主に西洋医学（解剖学、生理学、病理学）と、関係法規（ハイルプラクティカー法・感染症法など）で、また口頭試験においては、更に鑑別診断、実技（注射・診察方法など）が問われる。

## 法的な権利
ハイルプラクティカーの資格を取得すると、法的に、医院開業、診察、診断、治療が許される。
診察では、一般西洋医学の診察法（血液採取・検査、尿検査、心電図、超音波検査機など）の使用も
許され、また、診察に従って独立して、西洋医学的な診断を公式にくだすことも許される。
診療所での治療には、一般的に、プライベート保険・追加保険が適用される。
ただし、ハイルプラクティカーに許される治療方法は、主に補完代替医療（Complementary and Alternative Medicine:CAM）に分類される治療法である。具体例としては、ドイツの伝統的な代替療法・民間療法のハーブ療法、ホメオパシー、クナイプ療法、シュスラーザルツ療法の他に、アメリカ、イギリス、フランスなどより伝わるクラニオセイクラル・セラピー（頭蓋仙骨療法）、カイロプラクティック、オステオパシー、アロマテラピーや、アジア・東洋に伝わる中医学、漢方薬、鍼灸療法、推拿、養生法、 気功、指圧、アーユルヴェーダ、ヨガなどが挙げられる。

## 禁止事項
ハイルプラクティカーには、法的な権利が認められる一方で、禁止事項も法律で定められている。
主な例としては、レントゲンの使用、特定の感染症の治療、予防接種、麻酔薬の使用、処方箋の必要な薬の使用（※）、分娩・中絶手術、死亡証明書発行、アルツト（一般医師）との協働病院経営、虫歯治療、去勢手術、人工授精、クローン作製、病原菌やウイルスの保管・研究など、が挙げられる。
※ただし救急時には、アドレナリン・コルチゾンなどの使用が許される。
また、禁止事項とは別に、法によって義務（各種届出、感染症の報告、診療所の管理など）が定められている。

## 歴史
ハイルプラクティカー法は、1939年に制定された。当時のドイツはナチス政権下ではあったが、同政権下・同時期に建設され今も活用され続けているアウトバーン（ドイツを中心とする自動車高速道路網）と同様に、その存続価値を戦後政権下でよく吟味された上で、現在も継承されている。
ドイツでは第二次世界大戦後、ナチス政権下での国家主導の犯罪を厳しく省みることが未だに徹底されているが、ハイルプラクティカーという職業が存続を続けている理由として、①ハイルプラクティカーという職業を国・行政機関の管理のもと設け、ある一定以上の難易度の一般西洋医学に関する国家資格試験を実施し、それに合格した有資格者を国や患者が識別できるようにすることで、患者を医学的な危険にさらすことや、改善を妨げるような医療類似行為を行うことを避けようとしている。②また、危機的状況の患者を一般救急に搬送したり、特定の感染症が疑われる患者を発見して役所に届け出たり、そのような社会的機能・義務を果たす事も望まれており、実際に国家試験（特に口頭試問）ではそういった救急・感染症に対する知識・対応が重点的に試験される。
国民の健康を危険にさらさないか、そして、国民の健康をまもるためにドイツ医療の一部として機能できるか、それらを国が国家試験を通じて厳しく審査することで、ハイルプラクティカーには、それなりの権限が与えられている。
1. ↑  “HeilprG - Gesetz über die berufsmäßige Ausübung der Heilkunde ohne Bestallung”. www.gesetze-im-internet.de. 2020年2月14日閲覧。
2. ↑  服部伸 著 『世界史リブレット82 近代医学の光と影』 山川出版社、2004年
3. ↑  Kämper, Siegfried.. Praxishandbuch für Heilpraktiker : Abrechnung, Praxisführung, Recht und Hygiene (4. aktualisierte und erweiterte Auflage ed.). Stuttgart. ISBN 978-3-13-241921-6. OCLC 1077730283

## 問題点・課題
ドイツ連邦共和国内でも合格率が特に低いと言われる国家試験※に合格することと引き換えに法的に権限が与えられているハイルプラクティカーではあるが、以下のような問題点・課題も指摘されており、ドイツ国内でも賛否両論、様々な意見がある。参考：ドイツ・シュピーゲル誌 記事
①ハイルプラクティカーの国家試験には治療自体の実技試験・その効果測定などは含まれておらず、そのため、ハイルプラクティカーの試験に合格して資格を得ても、｢治療が出来るという証明｣にはならない。この資格は、医業を営む上で必要な西洋医学的知識・能力がある事の証明にしかならない。
②筆記試験に関しては統一問題・統一基準が設けられているが、口頭試問には州・試験官などによって難易度が変動しうる。合格率は難しいと１０％程、簡単だと３０％くらいまであがると言われている。これによって、資格保持者の西洋医学的な知識・実力に幅がうまれてしまう。
③試験合格後、定期的な継続学習は職業倫理として義務化されているが、しかし、実際に継続学習が行われているか、具体的な点検・管理システムが法的に設けられていない。ハイルプラクティカーは、他の医療従事者と同様に、西洋医学的な知識・技能、そして専門とする補完代替医療的な治療に関して継続学習を行いレベル・スキルアップしていくべきだが、もし継続学習を怠ると、当然、試験合格時には理解できていた西洋医学的な知識も不確かになっていったり、医療従事者として信頼に足る実力・知識を維持できない、という危険性もでてくる。
④これはハイルプラクティカーに限らず、一般のアルツトや更には社会的な肩書・立場を抜きにして補完代替医療に携わる医療従事者すべてにつきまとう問題点・課題と思われるが、“個々人の選択している補完代替医療の治療方法が、本当に医学的に効果があるのか”、という審査・判断が、患者にとってはもちろんのこと、政府・行政などにとっても難しく実質的にほとんど管理がされていない、管理できていないことが、非常に大きな問題である。また、更には、同じ名前の治療方法であっても、個々人の取り組み方、習得具合に応じて、現実に発揮できる治療効果が大きく変わってしまうことも、より問題を難しくしている。

## 日本語訳
日本を含めて他国には無い、ドイツ独自の国家資格であるハイルプラクティカーの訳は統一されておらず、ネット上でも幾通りかの訳が試みられ、個々人の考えで選択・使用されてきている（例：補完代替医師、自然療法士、治療師など）。
公の出版物での日本語訳としては、例えば、南江堂｢独和医語辞典｣での訳 ”無免許医師” があげられる。しかし、これはハイルプラクティカー法 条文の中の｢“ohne ärztliche Bestallung „アルツト（大学出の医師）としての免許無くして｣ の部分が正しく訳されずに、唯の｢免許無くして、無免許｣と変わってしまった誤訳である。日本でいうところの「治療師・自然療法士」よりもハイルプラクティカーの権限は大きく、日本では医師にしか許されていない医療行為（西洋医学的な診察・診断、保険適用の治療など）を行うことも出来る。

## 根拠法令・出典・参考文献
1. Gesetz über die berufsmäßige Ausübung der Heilkunde ohne Bestallung (Heilpraktikergesetz), 17.02.1939.
2. Erste Durchführungsverordnung zum Gesetz über die berufsmäßige Ausübung der Heilkunde ohne Bestallung (Heilpraktikergesetz), 18.02.1939.
3. Arzneimittelgesetz§48
4. Röntgenverordnung§23
5. Betäubungsmittelgesetz§13
6. Infektionsschutzgesetz
7. 3.Durchführungsverordnung zum Gesetz über die Vereinheitlichung des Gesundheitswesens
8. Kastrationsgesetz
9. Strafgesetzbuch§218
10. Embryonenschutzgesetz§9
11. Hebammengesetz§1
12. Transplatationsgesetz
13. "Praxishandbuch für Heilpraktiker" 2010 Karl F.Haug Verlag
14. 服部伸 著 『世界史リブレット82 近代医学の光と影』 山川出版社、2004年